# Gobichettipalayam
Gobichettipalayam là một thành phố và khu đô thị của quận Erode thuộc bang Tamil Nadu, Ấn Độ.

## Nhân khẩu
Theo điều tra dân số năm 2001 của Ấn Độ, Gobichettipalayam có dân số 55.150 người. Phái nam chiếm 49% tổng số dân và phái nữ chiếm 51%. Gobichettipalayam có tỷ lệ 74% biết đọc biết viết, cao hơn tỷ lệ trung bình toàn quốc là 59,5%: tỷ lệ cho phái nam là 80%, và tỷ lệ cho phái nữ là 68%. Tại Gobichettipalayam, 9% dân số nhỏ hơn 6 tuổi.